# Dicky Dorsett
Dicky Dorsett (Brownhills, 3 dicembre 1919 – Brownhills, novembre 1999) è stato un calciatore inglese, di ruolo attaccante.